# 이집트의 자매 도시 목록
다음은 이집트의 자매 도시 목록이다.

## 기자
로스앤젤레스 (미국)

## 룩소르
볼티모어 (미국)

## 미니아
힐데스하임 (독일)

## 아스완
소노마 (미국, 2008)
린케비 (스웨덴)
스톡홀름 (스웨덴)

## 아시우트
이아시 (루마니아)

## 이스마일리아
쑤저우 시 (중화인민공화국)

## 알렉산드리아
| 발티모어 (미국, 1995) 상트페테르부르크 (러시아, 2005) 상하이 (중화인민공화국) | 칸푸르 (인도) 콘스탄차 (루마니아) 클리블랜드 (미국) |

## 카이로
| 뉴욕 (미국) 이스파한 (이란) 도쿄 (일본, 1990) 라바트 (모로코) 런던 (영국) 리스본 (포르투갈) 마드리드 (스페인) 마이애미 (미국) 모스크바 (러시아) 바그다드 (이라크) 베이루트 (레바논) 베이징 (중국, 1990) 부에노스아이레스 (아르헨티나) 서울 (대한민국, 1997) | 슈투트가르트 (독일, 1979) 상파울루 (브라질) 아테네 (그리스) 이스탄불 (터키) 알제 (알제리) 암만 (요르단) 암스테르담 (네덜란드) 지다 (사우디아라비아) 카라치 (파키스탄, 2011) 토론토 (캐나다) 튀니스 (튀니지) 파리 (프랑스, 1992) 하르툼 (수단) |

## 포트사이드
볼고그라드 (러시아)
비제르테 (튀니지)

## 같이 보기
- 자매 도시 목록

아프리카의 자매 도시 목록
아시아의 자매 도시 목록
유럽의 자매 도시 목록
북아메리카의 자매 도시 목록
오세아니아의 자매 도시 목록
남아메리카의 자매 도시 목록